# TeraPlast
TeraPlast Bistrița este un procesator de policlorură de vinil din România.
Grupul TeraPlast include companiile TeraPlast (producător de țevi și granule), TeraGlass (producător de ferestre și uși din PVC și aluminiu) și TeraPlast Recycling (reciclator și colector deșeuri PVC rigid). Grupul TeraPlast a achiziționat 70% din compania Somplast SA, producător de repere din mase plastice din județul Bistrița Năsăud.
TeraPlast activează pe piețele de instalații și granule PVC. Compania-mamă TeraPlast este lider de piață pe segmentele de canalizări exterioare și granule, și este al doilea jucător de pe piața de canalizări interioare. TeraPlast SA este singura companie românească membră TEPPFA (The European Plastic Pipes and Fittings Association). În 2015 TeraPlast a transferat producția de ferestre și uși cu geam termopan pe o altă companie. În 2020, TeraPlast a vândut linia de business profile de tâmplărie către Dynamic Selling Group.
Facilitățile de producție ale companiilor din Grup sunt localizate în Parcul Industrial TeraPlast, dezvoltat pe o suprafață de peste 200.000 mp, în extravilanul municipiului Bistrița. În perioada 2007-2014 Grupul Teraplast a investit peste 260 de milioane de lei în dezvoltarea și modernizarea capacităților de producție, dar și în extinderea portofoliului de produse. Fabrica de tâmplărie termoizolantă a companiei este situată în zona industrială a orașului Bistrița.
TeraPlast are un sistem de vânzări ce include o rețea de depozite proprii sau închiriate, deschise în localitățile Chiajna, Dumbrava Roșie, Deva, Săcele și Oradea. Compania realizează de asemenea activități de export în Germania, Serbia, Ungaria, Republica Moldova, Austria, Slovenia, Bulgaria.
Începând din 2 iulie 2008 TeraPlast este listată la Bursa de Valori București, sub simbolul TRP.

## Cifra de afaceri
Grupul TeraPlast a obținut în 2016 o cifră de afaceri consolidată de 398,78 milioane lei, EBITDA de 61,34 milioane lei și un profit net de 39,41 milioane lei. Pentru anul 2017 Grupul și-a propus o cifră de afaceri consolidată de 434,6 milioane lei și o EBITDA de 63,3 milioane lei.
Cifra de afaceri a Grupului TeraPlast a ajuns în 2020 la 1,09 miliarde de lei, din care 396,9 milioane de lei generată Divizia Plastic, care rămâne în Grup după vânzarea diviziei de metal și a celei de profile de tâmplărie
Marja EBITDA de 14,2% a diviziei de Mase Plastice este superioară mediei Grupului TeraPlast, de 12%
Pentru realizarea cifrei de afaceri de 636,2 milioane lei în 2021, Grupul se bazează atât pe investițiile de 157 milioane lei în curs de implementare, cât și pe noi achiziții.
În anul 2021, compania a înregistrat creșteri record în ceea ce privește profitabilitatea. Cifra de afaceri a crescut cu aproximativ 55 % față de anul precedent, iar profitul net cu 50%.
- 2015: 393,5 milioane lei
- 2014: 329,48 milioane lei
- 2013: 305,56 milioane lei
- 2012: 352,25 milioane lei

- 2008: 195,4 milioane RON, în creștere cu 5,11% față de 2007; venit net 9,47 milioane de RON[1]
- 2007: 185,7 milioane lei[7]